# 라파엘 라시드
라파엘 라시드(영어: Raphael Rashid, 1987년 7월 13일 ~ )는 영국의 언론인이다. 대한민국과 관련된 뉴스를 다루는 온라인 매체 코리아 익스포제(Korea Exposé)의 공동창업자이기도 하다.

## 생애
영국에서 방글라데시인 아버지와 프랑스인 어머니의 아들로 태어났다. 2006년 요크 대학교 컴퓨터공학과 재학 당시 배낭여행을 통해 접한 한국에 관심을 가지게 되었다. 영국 귀국 후 다니던 대학을 그만두고 동양 아프리카 연구 학원의 일본 및 한국학 과정에 편입한다. 이후 2011년 고려대학교 국제대학원 석사 과정을 밟고 국제 홍보 대행사에서 3년간 근무했다.
2014년 한국에 대한 다양한 소식을 알리고자 온라인 언론 코리아 익스포제(Korea Exposé)를 창간했다.

## 경력

### 프리랜서 기자
프리랜서 기자로 활동하며 NK뉴스, 데일리 텔레그래프, 가디언 등 영어권 언론에 한국에 관한 글을 기고하고 있다. 외신이 언급하는 한국은 성형수술, K팝, 북한과 같은 단편적인 모습에 머무른다며 서방이 가진 편견을 깨고 한국에 대한 이해를 높이는 것이 자신의 목표라고 말했다.
잡지 엘르에 2020년부터 2021년까지 약 1년에 걸쳐 칼럼 《라파엘의 한국살이》 총 50회를 연재했다. 직접 경험한 한국 사회의 단면과 일명 '외국인 특권'을 비판하며 외국인의 시선에서 바라본 한국을 다뤘다. 내용 가운데 '한국 언론을 믿을 수 없는 다섯 가지 이유'가 큰 화젯거리에 올랐다. 이후에도 지속적으로 한국 언론의 관행을 비판하고 있다. 비판의 요지는 '익명을 자주 사용하는 것', '온라인 커뮤니티 이슈를 그대로 기사화하는 것', '기사 수정이 빈번한 것' 등이다.

#### 2020년 뉴욕 타임스 기고
신천지 대구교회 코로나19 집단 감염 사건 당시 뉴욕 타임스에 기고한 〈이단으로 불리는 것과 전염병으로 비난받는 것은 별개다〉에 신천지예수교가 정치적 희생양(Scapegoat)이 되었다는 내용이 담겨 큰 파장을 불러일으켰다. 이에 외교부는 뉴욕 타임스에 정치적 포퓰리즘 의도에서 특정 집단이 희생양이 됐다는 내용은 사실관계가 틀렸다는 반박 기고를 내며 대응했다. 라파엘 라시드는 이후 인터뷰에서 이와 같이 해명했다.
말이나 글을 왜곡하는 것은 무척 쉽다. 신천지가 어떤 의미로 희생양(Scapegoat)이라는 건 그들이 결백하다는 뜻이 아니다. 조사 결과 신천지가 고의로 정보를 은폐하거나 신자들에게 검사받지 말라고 종용한 사실이 드러나면 관련자들은 법적 처벌을 받는 게 맞다. 하지만 신천지는 코로나19 사태 이전부터 항상 비난을 받아오지 않았나. ‘대부분의 사람들이 싫어하는 종교 집단, 즉 이단이 국가적 위기의 원인이라는 혐의를 받고 있다’는 건 정치적으로 이용하기에 완벽한 스토리 아닌가. 신천지의 책임 여부와는 별개로 이 사실은 변함없다는 게 내 요점이었다.— 라파엘 라시드, 한국에 관한 팩폭! 저널리스트 라파엘 라시드, ELLE

또한 2022년 인터뷰에서 외교부의 글이 반박문으로서 기능하지 못한다며 여전히 같은 입장임을 밝혔다.

#### 윤석열차 표절 논란
부천국제만화축제의 전국학생만화공모전에서 카툰 부분 금상을 받은 《윤석열차》가 더 선의 만평을 표절했다는 주장이 제기되자 원작자 스티브 브라이트와 이메일 인터뷰를 진행했다. 트위터를 통해 공개된 답변에서 스티브 브라이트는 고등학생의 작품에 나타난 유사성은 우연일 뿐이며 정부를 비판했다는 이유로 비난받는 것이 더 큰 문제라고 지적했다. 이에 강용석을 비롯한 일부 보수 성향 유튜버들은 라시드가 좌편향된 기자라고 주장하는 영상을 게시하기도 했다.

## 활동

### 성소수자 인권 운동
한국 사회의 성소수자 혐오에 대한 미디어 생산물을 모으는 아카이브 프로젝트 《차별과 혐오를 넘어 자부심으로!》에 참여했다. 관련된 인터뷰에서 한국 언론이 성소수자에 대한 낙인과 혐오를 부추긴다며 비판하였다. 또한 일부 언론이 '동성애 혐의'라는 표현을 사용하거나 동성애 혐오단체를 '혐오단체'라고 부르지 않는 점을 지적했다.

## 발언

### 정치
- 한겨레의 유튜브 영상에 출연해 한국 정부의 코로나19 대응에 관한 긍정적인 외신 반응을 소개했다. 검사 능력, 검사 비용, 재난 문자 제도를 주목의 이유로 설명했다.[12]

- 2021년 8월, 문재인 정부의 청와대 공식 트위터 계정에 게시된 G7 정상회의에 대한 트윗을 인용하며 세계에서 가장 큰 경제대국 중 하나인 한국은 선진국 클럽의 일원이라는 것을 자랑하기 좋아하지만 과거 한국을 도왔던 난민이나 아프가니스탄과 같은 국제적 책임에 대해서는 침묵한다고 비판했다.[13]

- 2022년 3월, 당시 대통령 선거 후보였던 윤석열이 게시한 귤 사진에 대해 기이하고(bizarre), 눈치 없다(tone deaf)는 트위터 게시물을 올렸다. 이어서 전쟁에 귀여움은 없다고 비판했다.[14]

- 윤석열 정부의 첫 시정연설에서 제2차 세계 대전 당시 영국의 초당적 협력이 모범 사례로 언급된 것을 묻는 질문에 한국에서는 불가능한 일이라고 답변했다. 영국과 달리 보수와 진보의 경계가 없고, 당이 추구하는 이념의 일관성을 찾을 수 없기 때문이라고 설명했다.[7]
- 엘리자베스 2세 서거에 애도를 표한 윤석열의 영문 트윗에 오타가 포함되었다고 지적했다. 여왕의 이름을 'Elizabeth'가 아닌 'Elisabeth'로 표기한 점, 복수형으로 사용되는 단어가 단수형으로 사용된 점을 답글로 전송했다. 이후 윤석열의 트윗은 수정되었다.[15]

- 《윤석열차》의 표절 논란에 대한 원작자 스티브 브라이트의 답변을 공개한 뒤, 강용석 등 보수 성향 인물이 유튜브를 통해 부친의 국적을 거론하며 인종차별적 발언을 한 것에 대해 표현의 자유는 가해의 자유가 아니고, 모든 종류의 차별은 용납될 수 없다는 의견을 냈다.[9]

### 사회
- 저서를 통해 한국을 '정상성 중독의 나라'라고 비판했다.

한국에서는 특히 보통의 사람들과 다른 것, 다른 생각을 하기가 쉽지 않다. 조금이라도 다른 모습을 보이면 사회가 다름을 ‘판단’하기 때문이다. 설령 실제 판단이 없더라도 모두가 판단이 있을 것이라 생각한다. 태어날 때부터 정상이 되기 위한 ‘체크리스트’를 만드는 것 같다. 유난히 한국이 연예인들에게 엄격하고, 사이버괴롭힘이 심한 것도 그런 ‘정상성 중독’이 원인이 아닐까 생각한다.

## 라파엘 라시드를 향한 공격

### 나무위키 거짓 서술 피해
2022년 11월, 나무위키에 라시드 기자에 대한 허위 사실을 기재한 A씨가 벌금 300만원의 약식명령을 받았다. A씨는 같은 해 3월 경, 해당 기자의 가족 관계에 대한 허위 사실을 유포한 혐의를 받고 있다. 문제가 된 서술은 라시드의 가족이 "한국으로 치면 친일파 후손 정도에 해당하는 사람"이라고 비난하는 등의 내용으로 알려져 있다. 이에 라시드는 온라인 공간에서 자신의 이름과 피부색 때문에 인종차별을 당한 경험이 많이 있다고 털어놨다.

## 저서
- 《우리가 보지 못한 대한민국》 (민음사, 2022년)

## 방송
- 2019년 JTBC 뉴스룸 [밀착카메라] 한국서 구걸하는 외국인...'베그패커' 논란
- 2020년 ABC 뉴스 The World[17]
- 2020년 YTN 《[코로나19 특별기획] 120일의 기록 - 절망에서 찬사까지》
- 2020년 YTN 네트워크 코리안
- 2020년 KBS 1TV 《시사직격》 49회 언론, 비틀거리다
- TBS eFM 정기 출연

## 같이 보기
- 대한민국 내 인종차별
- 대한민국의 성 불평등
- 윤석열에 대한 논란